# Lijst van burgemeesters van Harmelen
Dit is een lijst van burgemeesters van de voormalige Nederlandse gemeente Harmelen in de provincie Utrecht.
| Ambtsperiode | Naam burgemeester                                      | Partij of stroming | Bijzonderheden |
| ------------ | ------------------------------------------------------ | ------------------ | --- |
| 1802 - 1818  | Nicolaas Philippus (N.P.) van Beusichem                |                    | |
| 1818 - 1850  | Gerrit Nicolaas (G.N.) Buddingh                        |                    | tot 1825 schout, tevens schout/burgemeester van Laag-Nieuwkoop (1818-1849), Indijk (18??-1820?), Veldhuizen (1818-1844) en Lange Ruige Weide (1817-1844) |
| 1850 - 1866  | Jan Carel de Bruyn                                     |                    | tevens burgemeester van Kockengen, Veldhuizen, Laag-Nieuwkoop (alle drie 1850-1866), Gerverskop (1850-1857) en Teckop (1848-1857)                        |
| 1866 - 1871  | Pieter Anthony Walland                                 |                    | tevens burgemeester van Kockengen, Veldhuizen en Laag-Nieuwkoop                                                                                          |
| 1872 - 1879  | Epke (E.) Adema                                        |                    | tevens burgemeester van Veldhuizen; eerder burgemeester van Rauwerderhem                                                                                 |
| 1879 - 1895  | Daniel Ocker (D.O.) Heldewier                          |                    | |
| 1895 - 1907  | Hendrik Philip Jacob van Heemstra                      |                    | tevens burgemeester van Veldhuizen; aansluitend burgemeester van De Bilt.                                                                                |
| 1907 - 1919  | A. Blankestijn                                         |                    | |
| 1920 - 1927  | Theodoor Petrus Jan (Th.P.J.) Elsen                    |                    | Voorafgaand burgemeester van Willeskop en van Montfoort. Aansluitend burgemeester van Naaldwijk en daarna burgemeester van Rijswijk.                     |
| 1927 - 1939  | J.W. Henderson                                         |                    | |
| 1939 - 1944  | Hendrik (H.A.J.M.) van Koningsbruggen                  |                    | |
| 1945         | J.P. Walrave                                           |                    | waarnemend |
| 1945 - 1950  | Hendrik (H.A.J.M.) van Koningsbruggen                  | KVP                | Aansluitend burgemeester van Culemborg. |
| 1950 - 1952  | Willem Hendrik baron Taets van Amerongen van Renswoude |                    | waarnemend, tevens burgemeester van Oudenrijn en waarnemend burgemeester van Veldhuizen                                                                  |
| 1952 - 1954  | Charles François (C.F.) de Roo van Alderwerelt         |                    | Waarnemend, tevens waarnemend burgemeester van Oudenrijn en Veldhuizen; van 1956 tot 1959 burgemeester van Leusden.                                      |
| 1954 - 1971  | Drs. Jos (J.G.C.J.) Timmermans                         | KVP                | Aansluitend burgemeester van IJsselstein. |
| 1971 - 1976  | Mr. Bert (A.G.) Smallenbroek                           | ARP                | Aansluitend burgemeester van Waddinxveen en daarna burgemeester van Smallingerland.                                                                      |
| 1976 - 2000  | Drs. Jacob Henk (J.H.) Burger                          | CDA                | |